# 池田寛二
池田 寛二（いけだ かんじ、1952年 - ）は、日本の社会学者。
社会学博士 (東京都立大学) 。専門は環境社会学。法政大学名誉教授。元法政大学社会学部教授、法政大学大学院公共政策研究科教授。日本公益学会理事。過去に地域社会学会編集委員、環境社会学会会長などを歴任。

## 略歴
1976年 - 横浜市立大学文理学部卒業。1980年 - 東京都立大学大学院社会科学研究科社会学専攻博士課程中退。
1988年 - 千葉大学文学部助手。1993年 - 日本大学農獣医学部助教授。1996年 - 日本大学生物資源科学部助教授。
2003年 - 東京都立大学大学院社会科学研究科社会学専攻博士課程修了。2004年 - 法政大学社会学部教授。

## 社会的活動
2020年より神奈川県相模原市緑区区民会議委員を務める。

## 著作等

### 共著
- 『よくわかる環境社会学』（ミネルヴァ書房、2009年）
- 『首都圏山村社会の現状と課題（４）：相模原市政令指定都市移行と津久井・青根地域のゆくえ』（法政大学社会学部社会調査実習室、2010年）
- 『アジア農村の環境・エネルギー問題』（龍溪書舎、2010年）
- 『環境総合年表：日本と世界』（すいれん舎、2010年）
- 『現代社会学事典』（弘文堂、2012年）
- 『社会的共通資本としての森』（東京大学出版会、2015年）
- 『経済社会学キーワード集』（ミネルヴァ書房、2015年）
- 『社会学理論応用事典(日本社会学会理論応用事典刊行委員会編）』（丸善出版、2017年）

### 論文
- 『山村・都市・協同組合：山村社会の危機と再生』（現代の理論、216(9)、16-27、1989年）
- 『インドネシアにおける都市化の新局面』（人口と開発、(61)、32-39、1997年）
- 『環境社会学における正義論の基本問題：環境正義の四類型』（環境社会学研究、(11)、5-21、267、2005年）
- 『法政大学多摩キャンパスの森林における植生とバイオマス』（法政大学多摩研究報告、24(24)、35-40、2009年）
- 『気候変動の社会学をめざして』（社会志林、62(4)、35-51、2016年）など

## 専門分野
- 人文・社会
- 環境社会学